# یابالاکوو
یابالاکوو (انگلیسی: Yabalakovo) یک شهرک در شهرستان ایلیشفسکی استان باشقیرستان کشور روسیه است.